# Horseshoe Valley
Horseshoe Valley är en dal i Antarktis. Den ligger i Västantarktis. Chile gör anspråk på området.